# 檀香
檀香树（学名：Santalum album），又名真檀（《本草纲目》）、栴檀、旃檀、白旃檀（《楞严经》）、白檀、檀香，是檀香科檀香属的一种半寄生性植物。原产地为马来西亚半岛等东南亚地区，再经由海上贸易传播到印度，澳洲，再经由随佛教来到中国。品質純正的檀香是一味中藥材，分為檀香片和檀香粉，放在專用的檀香爐中燃燒，它獨特的安撫作用可以使人清心、凝神、排除雜念，是修生養性的輔助工具。
常绿小乔木，高度达8至15米；长卵形叶子对生；花初为黄色，后变为血红色。

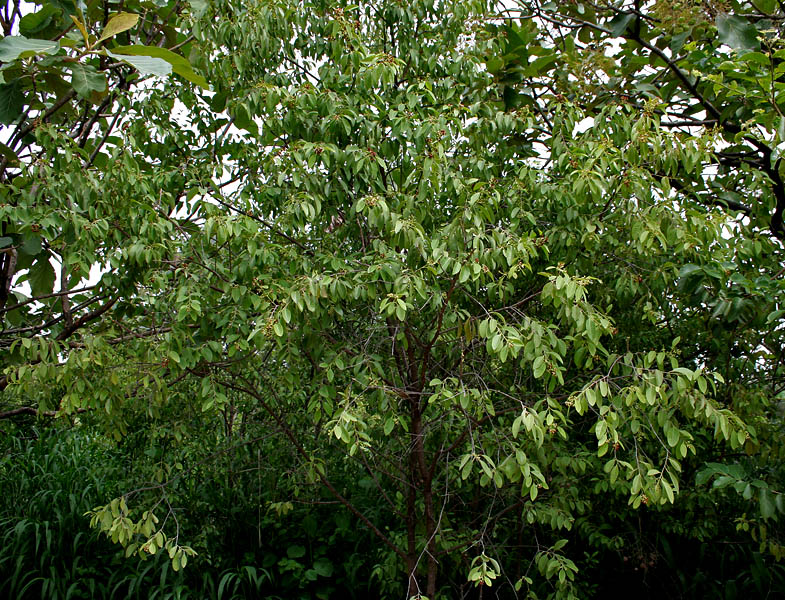
植株
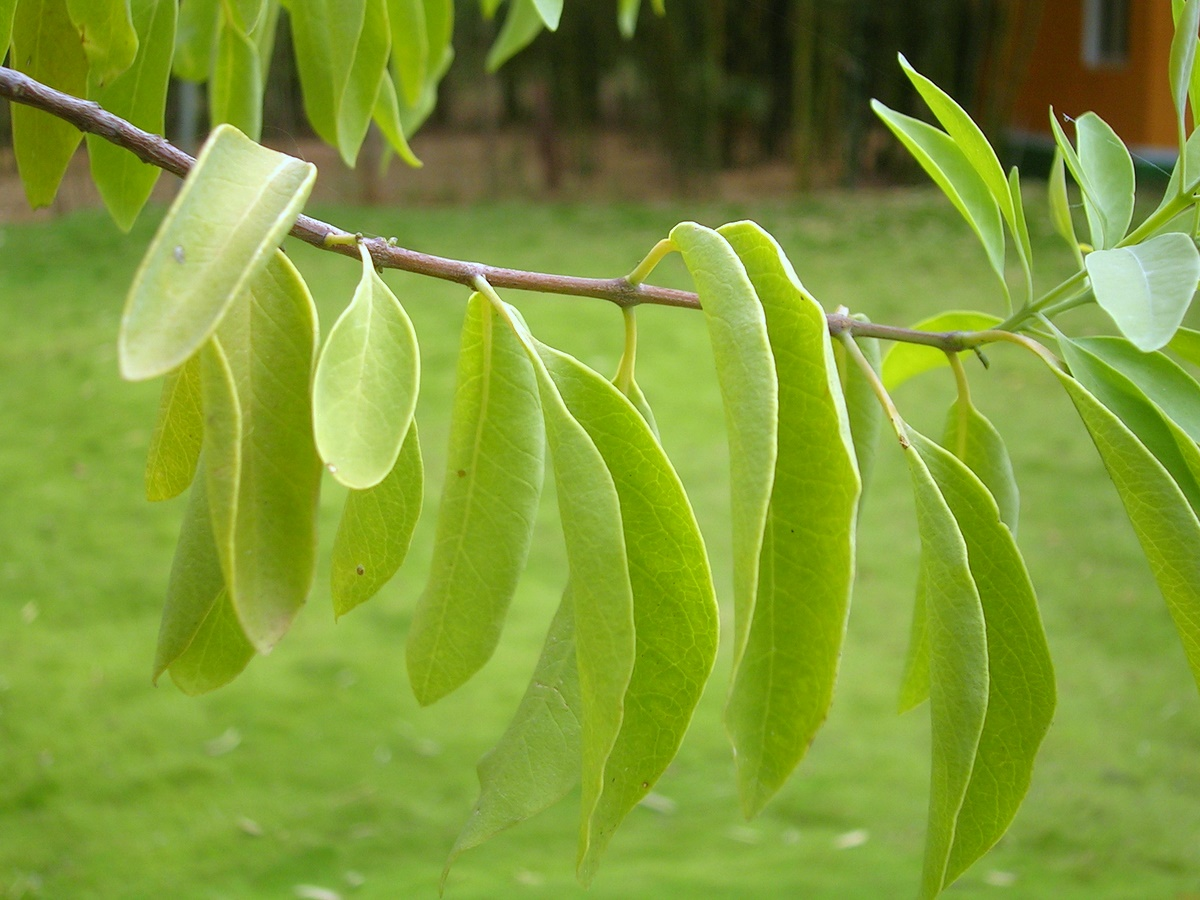
葉
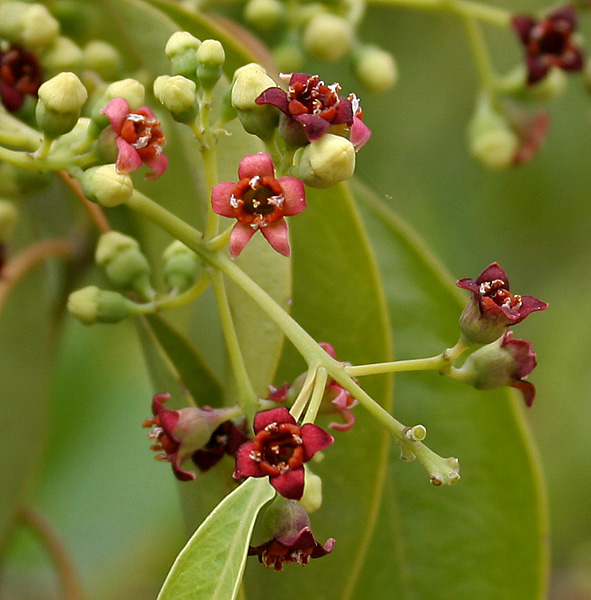
花

## 用途
其木有香味，能撫慰並釋放受到壓抑的心情，鎮靜內心的挫折感。可製家具及工艺品。亦可用于提炼香精及制作中药。檀木氣味濃烈而且有刺激性，於是製香業者常常會陳放多年除去野氣，再製粉取用，叫做「老山」粉，而新伐檀木所制者，叫做「新山」粉。另一种说法是，产于马来西亚半岛及老产区印度等野生檀香为老山檀，产于澳洲、東加等地的种植檀香为新山檀。很多店家只是在普通木粉中加一些檀香粉就號稱是「檀香」，其實只是表示它有檀香的氣味。
而檀香用於精油中是一種殺菌劑、再生劑。鎮定及恢復穩定情緒。對焦慮、細胞再生、憂鬱、頭痛、噁心、經前症候群、緊張有幫助。可用於按摩油中或臉部護理油中。傳統道教焚香以太真天香、沈香、降真為主，檀香為佛教所用。檀香同時也是製作香水常用的素材。

## 相關
- 香
- 甲醛

## 延伸阅读
[在维基数据编辑]
 《植物名實圖考·檀香》，出自吳其濬《植物名實圖考》